# Стружки революционен район
Стружкият революционен район е организационна подструктура на Битолския революционен окръг на Вътрешната македоно-одринска революционна организация.

## История

### Основаване и подготовка за въстание
Стружката околия е гранична с албанските земи и в нея самата има няколко мюсюлмански села, които са известни с безчинствата си. Стружко получава статут на революционна околия чак по време на Илинденско-Преображенското въстание. Околията има няколко подрайона – Горни и Долни Дримкол, Малесия и част от полето на Ортакол.
Революционният комитет в Струга е основан в 1893 година. Пръв ръководител на Стружкия район е Александър Чакъров, който според Милан Матов се ползва с всеобщо уважение от населението, като син на стружкия първенец Георги Чакъров. Първи работници са Христаки Несторов (търговец), Теофиле Мушмов (търговец), Антиноген Хаджов (учител), Серафим Миладинов (златар). Въпреки че половината от жителите на града са турци, развитието на революционната организация в Струга върви много бързо. Когато Милан Матов става член на Стружкото ръководно тяло в 1900 година в града има около 30 членове на революционния комитет, а в по-големите села по 6 – 7. До Илинденско-Преображенското въстание през лятото на 1903 година са съставени около 12 тайни групи от по десет души революционери. Видни работници в околията са: в Горни Дримкол – Насто Лазаров (учител) и Мате Митов в село Вишни, Гьоре Алулов и Стефан Калайджиев във Вевчани, Никола Дишлиев в Октиси; в Долни Дримкол – Цветан Геров в Ябланица, Марко Павлов в Безево, войвода; в Малесия братята Тасе и Цветко Христови от село Присовяни, войводи, Христо Тасев от Ташмарунища; в Полето – семейство Поповци от Лъжани, Никола Чурков и Христо Николов Чурков в Драславица, Янче Клечкаров в Мороища, Христо и Тане Прентови в Мислешево, Кръстан Зотуров във Вранища. Четите на Организацията посещават най-често Вишни и Вевчани.
В района се доставя оръжие и е извезано революционно знаме. Първите нелегални в Стружката околия са Тале Бояджиев и Никола Петров. Заедно с Петров в околията пристига и вехчанецът Яким Алулов, а след него и Ставре Гогов.

### Илинденско-Преображенско въстание
По време на въстанието като бивш учител в Струга в околията е изпратен от Горското началство Лука Групчев, който да ръководи нелегалните в Стружка околия. От града излизат 15 - 25 души въстаници, към които се присъединяват въстаници от селата - главно от Вевчани и Октиси. Четата се събира под ръководството на Групчев във Вехчанската кория Средния рид. Тя има задача да мине на десния брег на Църни Дрим и през Малесия да замине за Дебърца (Охридско), защото съгласно решението на Смилевския конгрес не трябва да се предприемат никакви действия в градса и по левия бряг на Дрим, тоест в Горни и Долни Дримкол, а въстаниците от Дримкол, Струга и Полето трябва да заминат за Малесия и Охридско. Александър Чакъров заминава сам за Дебърца, за да постъпи като член в Горското началство, което ръководи въстанието в целия Охридски край. Четата на Групчев и Алулов престоява почти цял месец в бездействие в гората на Вевчани и едва към края на август минава през Луково в Малесията, откъдето през октомври се демобилизират и се връщат.
В Малесия начело на въстанието е Тасе Христов, като там са и въстаниците от Долни Дримкол, начело с Марко Павлов. След няколко сражения селата са разграбени и опожарени, а
въстаниците с населението се оттеглят в Горна Дебърца, Охридско.
Въстаниците от Полето, главно от селата Лъжани и Драславица, се събират в Ташмарунища около тамошния селски войвода Цветан Тасев под общото командуване на войводата Панделе Спасев от същото село. На 23 - 24 юли тази чета дава двудневно сражение, в което загиват около 28 въстаници. Ташмарунища е опожарено, а населението с въстаниците се оттегля навътре в Малесията.
Въстаниците от другите полски села Мороища и Мислешево прекъсват телеграфа Охрид-Струга и срещу 21 юли заминават за село Мешеище, където се съединяват с охридските
въстаници.

### След въстанието до Балканската война
След въстанието революционната дейност в Стружко не е прекратена. Главният организатор и водач на въстанието в Охридско Христо Узунов остава в Охридско и след потушаването на въстанието. Основен ръководител в Стружко става Теофиле Мушмов, а след него са Милан Несторов и Гьорче Чакъров Льондров. В Горни Дримкол, като нелегален действа Яким Алулов с чета. В 1904 година Яким Алулов е екзекутиран от Организацията за престъпления и ръководството на нелегалната чета е поето от Ставре Гогов. В четата му влиза и един мюсюлманин – Скендер, който до 1905 година участва в няколко сражения, включително и в убийството на сърбоманина поп Ставре в Подгорци денем пред очите на войската. В 1907 година Ставре Гогов загива след двудневно сражение с войска и башибозук във Вевчани. Войводка става неговата годеница Кота Христова, избрана от самата чета. Кота ръководи четата в две престрелки с жандармерия и в едно голямо сражение над село Радожда без да даде жертви.
В Долни Дримкол действат с отделни чети Марко Павлов и Милан Ангелов също от Безево. Марко Павлов е убит през лятото на 1908 година от лични неприятели, а Милан Ангелов загива заедно с Цветан Тасев на 6 март 1906 година в сражение с войска в село Нерези.
В Малесия и отчасти в Полето действа войводата Лазар Цириов от село Вранища.
Организацията вече става явна и според стружкият деец Станислав Чакъров „всеки българин беше член в нея“. Целта вече не е готвене на въстание, а революционизиране на масите и бойкотиране на османсата власт особно на съдилищата. Затова се създават съдебни комисии – околийски и градски. Организацията същевременно се демократизира - ръководните тела вече не се назначават отгоре, а се избираха от околийския конгрес, съставен от представители на градските и селските комитети. Същевремнно организацията губи своята тайнственост и дисциплина, и се появяват есъгласия между по-видните дейци.
Делегат от Стружко на Битолския окръжен конгрес на Организацията през януари 1905 година е Станислав Чакъров. Конгресът узаконява демократизацията на Организацията. Според Чакъров по-видни дейци на Организацията в Стружко извън водачите са куриерите Мара Китанова, Пара Пацулка, Кочо Самарджиев, а като по-деятелни работници се отличават Серафим Миладинов, умрял в Битолския затвор, Илия Мушмов, умрял след излизане от затвора; Наум Чакъров Льондров, убит през май 1903 година по погрешка от български четник, Милан Гогов, Кръсте Калайджиев, Ламбе Матов, Кръсте Милев, Кире Калайджиев, Илия Евров и други.
В Струга и Стружко ВМОРО продължава с терористичните актове и след въстанието. В Радожда на Гергьовден 1904 година е убит на селския сбор Спасе Несторов, основен крепител на гъркоманството в селото. В Струга през май 1906 година е убит шпионинът Серафим Лазаров, два дена след издаването на трима четници в града. На Илинден 1907 година Сирма Мартинова по поръчение на комитета на пазара в Струга стреля по сърбоманина от село Ябланица Спасе Кочков.
Учебната 1907/1908 е тежка за Организацията в Стружко, тъй като юзбашията владотурчин Мехмед Али започва непрестанни обиски и успява да всее ужас сред българското население. Същевременно през ноември 1907 година е заловен архивът на охридския войвода Деян Димитров, вследствие на което са затворени неколко десетки учители от Охридско и Стружко.
След Младотурската революция в 1908 година стружките дейци се легализират и се включват в дейността на Съюза на българските конституционни клубове. В 1910 година обаче Хуриетът се изпарява и Тургут паша започва Обезоръжителната акция.
При избухването на Балканската война в 1912 година по-първите граждани в Струга и в Охрид са арестувани и откарани в Битолския затвор. По пътя почти всички са бити, вследствие на което мнозина умрират още по пътя, като Ламбуш Несторов и Кръсте Калайджиев от Струга. Останалите живи са освободени неколко дена пред влизането на сръбските войски в Битоля.
- „Кратки бележки за революционната дейност в Струга и Стружко“, 1917 г.
- „Кратки бележки за революционната дейност в Струга и Стружко“, 1917 г.
- „Кратки бележки за революционната дейност в Струга и Стружко“, 1917 г.
- „Кратки бележки за революционната дейност в Струга и Стружко“, 1917 г.
- „Кратки бележки за революционната дейност в Струга и Стружко“, 1917 г.
- „Кратки бележки за революционната дейност в Струга и Стружко“, 1917 г.
- „Кратки бележки за революционната дейност в Струга и Стружко“, 1917 г.
- „Кратки бележки за революционната дейност в Струга и Стружко“, 1917 г.
- „Кратки бележки за революционната дейност в Струга и Стружко“, 1917 г.
- „Кратки бележки за революционната дейност в Струга и Стружко“, 1917 г.
- „Кратки бележки за революционната дейност в Струга и Стружко“, 1917 г.
- „Кратки бележки за революционната дейност в Струга и Стружко“, 1917 г.
- „Кратки бележки за революционната дейност в Струга и Стружко“, 1917 г.